# Sontbrug (Groningen)

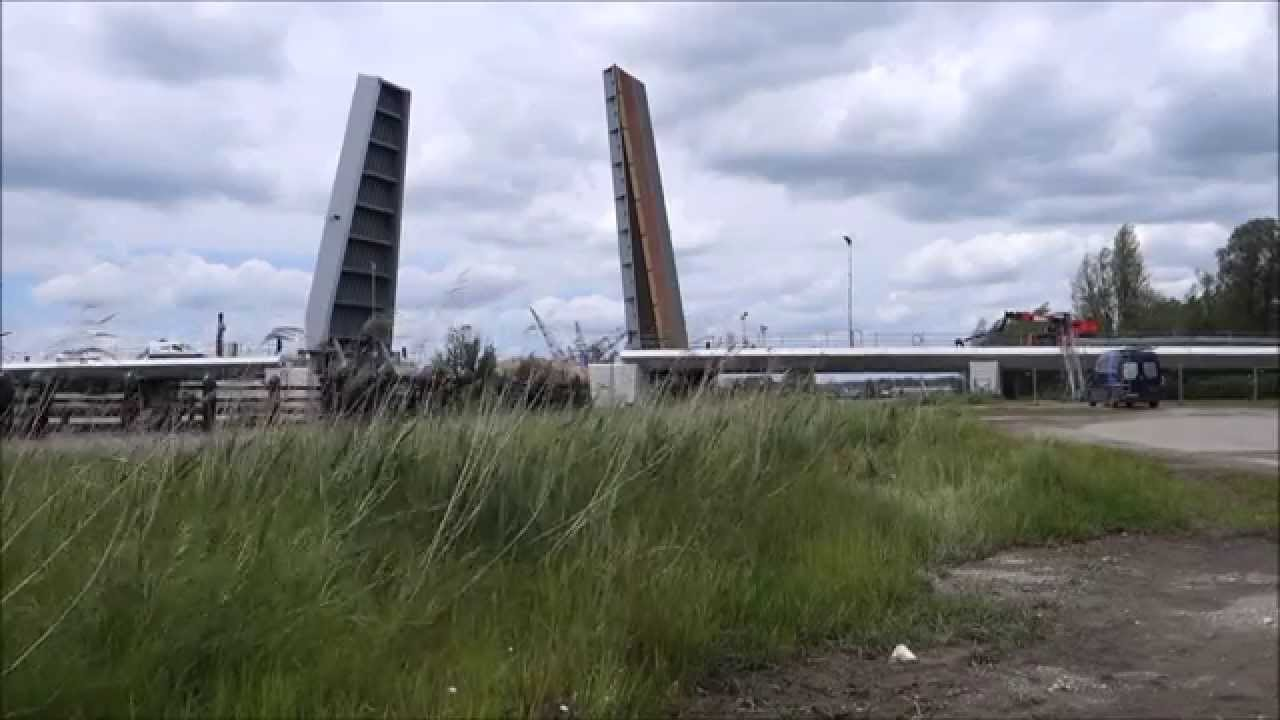
Brug in geopende stand

De Sontbrug is een brug in de stad Groningen over het Winschoterdiep. De brug werd op 19 augustus 2015 voor het auto- en fietsverkeer officieel geopend. Met een lengte van 400 meter, is het de langste brug van de stad.
De Sontbrug is onderdeel van het Sontwegtracé, een directe verbinding tussen Meerstad en het centrum van Groningen. Op de brug liggen twee rijstroken voor het autoverkeer, een busbaan en een fietspad.